# Volodîmîrivka, Nedrîhailiv
Volodîmîrivka (în ucraineană Володимирівка) este un sat în așezarea urbană Ternî din raionul Nedrîhailiv, regiunea Sumî, Ucraina.

## Demografie
Componența lingvistică a localității Volodîmîrivka
     Ucraineană (100%)
Conform recensământului din 2001, toată populația localității Volodîmîrivka era vorbitoare de ucraineană (100%).